# Peter Lax
Peter David Lax (ur. 1 maja 1926 w Budapeszcie, zm. 16 maja 2025 w Nowym Jorku) – amerykańsko-węgierski matematyk.

## Życiorys
Z pomocą amerykańskiego konsula, rodzina Laxa opuściła Węgry w listopadzie 1941 r. Następnie popłynęła z Lizbony do Stanów Zjednoczonych 5 grudnia 1941. W 1949 otrzymał doktorat na Uniwersytecie Nowojorskim. W 1950 pracował w Los Alamos (później jako konsultant). W 1951 powrócił do Nowego Jorku i podjął pracę w Instytucie Couranta przy Uniwersytecie Nowojorskim (gdzie był dyrektorem w latach 1972–1980). Otrzymał Nagrodę Chauveneta w 1974, Nagrodę Norberta Wienera (przyznawaną przez Amerykańskie Towarzystwo Matematyczne) w 1975, National Medal of Science w 1986 i wiele innych. W 1996 został wybrany członkiem Amerykańskiego Towarzystwa Filozoficznego (American Philosophical Society). Był także autorem wielu podręczników analizy funkcjonalnej, algebry liniowej, rachunku różniczkowego i równań różniczkowych cząstkowych.

## Nagrody
W 2005 otrzymał Nagrodę Abela, za przełomowy wkład w teorię i zastosowania równań różniczkowych cząstkowych – w szczególności za wkład w teorię systemów hiperbolicznych nieliniowych, opublikowany w latach 1950 i 1960. Ponadto, przełomowe okazały się jego prace na solitonami, entropią i falą uderzeniową.

## Upamiętnienie
Jego nazwisko jest związane z wieloma ważnymi problemami współczesnej matematyki: 
- teoria Laxa-Levermore'a
- twierdzenie Laxa-Milgrama
- twierdzenie Laxa-Richtmyera
- warunek entropii Laxa.